# Ninkó japán császár
Ninkó (仁孝天皇; Hepburn: Ninkō-tennō) (1800. március 16. – 1846. február 21.) volt a 120. japán császár a hagyományos japán császárainak listája szerint.
Ninkó uralkodása 1817-től 1846-ig tartott.

## Származása
Mielőtt Ninkó császár elfoglalta a Krizantém Trónt, a neve Ayahito (恵仁) volt.
Ninkō Kōkaku császár negyedik fiaként látta meg a napvilágot.
Ninkō uralkodói családjával a Dairiben élt a Heian Palotában. Családja 7 fiából és 8 lányából állt, akiknek különböző ágyasai adtak életet, de csak a leendő császár, Kómei (Kōmei-tennō), Szumiko hercegnő (Szumiko-naishinnō) és Csikako hercegnő (Csikako-hime) érték meg a felnőttkort.

## Élete
1817. október 31-től 1846. február 21-ig uralkodott.
Ninkót 1809-ben nevezték ki trónörökösnek, ettől kezdve apja, a császár fő feleségének (csūgū),Josiko(?, 欣子内親王) császári hercegnőnek, akit Sin-Szeiva-in (?, 新清和院) néven is ismerhetünk, is el kellett fogadnia. 1817-ben lépett trónra császárként apja visszavonulása után. Apja álmait követve, megpróbált visszaállítani bizonyos bírósági formákat. Például, Ninkót és az összes későbbi császárt tennōnak nevezték.
Uralkodása alatt már érezhető volt a bakufu erejének csökkenése. A bakufu még jobban meggyengült fia, Kōmei császár (Komei-tennō) uralkodása alatt, majd unokája, Meidzsi császár (Meidzsi-tennō) uralkodása elején összeomlott.
Ninkó újításai között volt a Gakusūso létrehozása, amelynek értelmében az udvari nemesség nem léphetett a császári palota területére.
1846-ban bekövetkezett halála után a császári mauzóleum, a Nocsi no Cukinova no Higasijama no miszaszagiba  ( 後月輪東山陵) temették, amely Sennjū-dzsi-inben Higasijama-ku, Kiotóban található. Szintén itt található Go-Mizunó császár, Meisō császárnő, Go-Kōmjō császár, Go-Szai császár, Reigen császár, Higasijama császár, Nakamikado császár, Szakuramacsi császár, Momozono császár, Go-Szakuramacsi császárnő, Go-Momozono császár és Kōkaku császár sírja is. A síregyüttesben megtalálható Ninkó közvetlen utódja, Kōmei császár. Ebben a császári mauzóleumban helyezték sírba Dovager császárnőt, más néven Josikō hercegnőt is.
Az apja lemondását követően Ninkó császár 1817. október 31-én elfoglalta helyét a Krizantém Trónuson.
Uralkodása egybeesik a "kései Tokugava Sógunátus"-ként is emlegetett időszakkal, a sógun és a bakufu (幕府) hanyatlásának kezdetével. Bár a Tokugava Sógunátus végső bukása csak a meidzsi restauráció idején jött el az Edo-kori Japán nyugat felé nyitásával. Képtelenek voltak megbirkózni a helyzettel, ami végül a vesztüket okozta.
A 19. század közepére egy komplex politikai küzdelem alakult ki a bakufu és az ellenzőik között. A Tokugava már a kezdetektől próbálta korlátozni a családok vagyonosodását és elősegítették a "vissza a földhöz" politikát, amely a termelő gazdát, mint végső termelőt a társadalom ideális személyének tartja.
A hosszú, békés időszak és a jobb termés, közlekedés és lakhatás kombinációjának eredményeképpen a szórakozás, a szabadidő és az életszínvonal emelkedett az átlagos vidéki lakók számára annak ellenére is, hogy a vagyonukat korlátozni akarták. A magas írásbeliség kialakulása miatt növekedtek a kulturális értékek a szamurájok és csóninok (kereskedőréteg) körében. Bár a kormány próbálta korlátozni a kereskedők jogait, mert úgy vélte, hogy a társadalom terméketlen tagjai, a szamurájság ellátásában mégis nagy szerepet kaptak, ezért újraértelmezték a csóninok helyzetét.
Ennek a politikai korlátozásnak eredményeképpen, amit a sógun kiszabott, alakult ki a küzdelem a sógun és a kereskedőréteg között. A nehézkes állami bürokrácia nem tudott alkalmazkodni az új, feltörekvő társadalmi réteghez, amely fokozta a népesség gyors növekedését is ugyanezen időszak alatt. (Az 1721-es népszámlálás 26 millió fő köznépet és körülbelül 4 millió fő szamurájcsalád tagot jegyzett.) Aszályok, parasztok elégedetlensége, adók elleni tömeges tiltakozások és élelmiszerhiány vált általánossá. A korábban gazdag családok föld nélküli bérmunkásokká váltak, míg a városok lakossága egyre nőtt a vidékről felköltöző szegények miatt. Egy új, gazdag mezőgazdálkodási réteg alakult ki, a szamurájok pedig a nehéz idők miatt sokszor rákényszerültek, hogy a kereskedőrétegnek dolgozzanak.

## Kugjó
Kugjō (公卿) egy gyűjtőfogalom, azon kevés nagy hatalommal rendelkező embert jelenti, akik csatlakoztak a japán császári udvarhoz a Meidzsi-kor előtti időkben. Azokban az években is, amikor az udvar tényleges befolyása a császári palota falain kívül minimális volt, a hierarchia megmaradt.
Gyakorlatilag ez az elit csoport csak három vagy négy tagot számlált egy időben. Ők voltak az örökletes udvaroncok, akik a tapasztalataik és hátterük segítségével karrierjük csúcsára emelkedhettek. Ninkó uralkodása alatt ők jutottak a Daijō-kan csúcsára:
- Kampaku, Icsidzsō Tadajosi, 1814–1823
- Kampaku, Takacukasza Maszamicsi, 1823–1856
- Szadaidzsin
- Udaidzsin
- Nadaidzsin
- Dainagon

## Ninkó uralkodásának korszakai
Ninkó uralkodásának jól elkülöníthető szakaszai vannak, amiket nem lehet lefedni egy korszak névvel vagy nengōval.
- Bunka (1804–1818.)
- Bunszei (1818–1830.)
- Tempó (1830–1844.)
- Kóka (1844–1848.)

## Jegyzetek

Japán császári pecsét — stilizált, virágzó krizantém